# Alles Nick!
Alles Nick! war ein Mitmachmagazin des Fernsehsenders NICK, das am 1. März 2006 erstmals ausgestrahlt wurde. Die Sendung startete als Magazin und wurde wochentags ausgestrahlt. Moderiert wurde die Sendung von Bürger Lars Dietrich und Kathy Weber, die 2008 aufgrund ihrer Schwangerschaft durch Nela Panghy-Lee ersetzt wurde. 2008 wurde die Sendung umgestaltet und nur noch am Wochenende ausgestrahlt. Durch Kosteneinsparungen seitens Viacom wurde die Sendung noch im selben Jahr eingestellt.

## Stars
Einige deutsche Stars hatten Auftritte in der Sendung. So waren bei Alles Nick! Monrose, US5 und Jimi Blue Ochsenknecht zu sehen.

## Design

### Studio
Das Studio erinnert an ein Wohnzimmer. Der Eingang zum Studio befand sich auf der linken Seite, gefolgt von einem Tisch mit mehreren Stühlen. Auf der rechten Seite befand sich ein Rundsofa, auf welchem die Stars interviewt wurden. Im ganzen Studio war Laminat ausgelegt.

### On Air Design

#### 1. Design
Das erste On Air Design war neutral gehalten und wirkte wie eine Baum- und Blumenlandschaft.

#### 2. Design
Nach einer Weile wurde das Design überarbeitet. Es zeigte einen Farbstreifen, welcher sich durch das Bild zog und aus welchem schlussendlich das Logo von Alles Nick! resultierte, welches zu diesem Zeitpunkt ebenfalls erneuert wurde. Zudem waren an dem Farbstreifen 2D-Figuren von Lars und Kathy, später Nela und das Nick-Logo mehrfach zu sehen. Dieses Design wurde von leBeat und zitronella entwickelt.

## Titelmusik
Anfangs wurde eine neutrale Musik ohne Gesang verwendet. Die Musik wurde entsprechend dem Design ausgetauscht. Passend zum neuen Design ließ NICK einen neuen Titelsong komponieren und ein Musikvideo dazu produzieren. Der Song wurde von Bürger Lars Dietrich und Kathy Weber gerappt. Mit dem Ausscheiden Webers aus der Sendung wurde die Musik zwar beibehalten; der Gesang entfiel jedoch komplett.